# Język współczesny południowoarabski
Język współczesny południowoarabski – zbiorcze określenie sześciu języków z południowej gałęzi rodziny języków semickich: mehri, harsūsi, baţhari, hobyōt, jibbāli oraz soqoţri. Wbrew nazwie nie są to dialekty arabskie. Najbliżej spokrewnione są z nimi języki etiopskie i język południowoarabski epigraficzny.

## Liczebność i rozmieszczenie
Współczesne języki południowoarabskie są używane w Jemenie i Omanie. Większość użytkowników posługuje się jednocześnie arabskim (zob. dyglosja). Ogólną liczbę mówiących szacuje się na 200 tys., z czego:
- mehri posługuje się ok. 100 tys. mieszkańców pogranicza jemeńsko-omańskiego. Są to głównie nomadowie hodujący wielbłądy i kozy.
- harsūsi (ok. 600 osób)
- hobyōt (ok. 100 osób)
- baţhari (ok. 300 osób)
- jibbāli – ok. 5000 osób zamieszkujących góry Dhofar
- soqoţri – ok. 50 tys. osób zamieszkujących wyspy Sokotra, Samha i Abd al-Kuri, trudniących się pasterstwem lub rybołówstwem.

## Cechy językowe
System spółgłoskowy współczesnych języków południowoarabskich jest bardzo archaiczny i bliski językowi prasemickiemu. Trzy zjawiska z zakresu fonologii są szczególnie charakterystyczne:
- przejście prasemickiego [n] w [r] w wyrazach oznaczających „syn” i „dwa”, np. soqoţri tro „2” vs. akadyjski šinā „ts.”. Analogiczne zjawisko występuje tylko w języku aramejskim.
- zachowanie trzech spółgłosek szczelinowych przedniojęzykowych tzn. [s], [š] i [ś]. Inne języki semickie ograniczają ich liczbę do 2 lub 1.
- realizacja spółgłosek emfatycznych jako glottalizowanych a nie faryngalizowanych, a więc inaczej niż w arabskim a identycznie jak w językach etiopskich.